# Battle No Limit!
「Battle No Limit!」（バトル ノー リミット!）は、JAM Projectの38作目のシングル。2009年10月7日にLantisから発売された。

## 概要
- 前作「守護神-The guardian」から約2ヶ月でのリリースであり、2009年の4作目のリリースとなった。
- 表題曲の「Battle No Limit!」は、メ～テレ・テレビ朝日系アニメ『バトルスピリッツ 少年激覇ダン』オープニングテーマである。
- CDジャケットには、馬神弾、クラッキー・レイ、硯秀斗、ヴィオレ魔ゐ、ズングリー、マギサが描かれている。

## 収録曲
1. Battle No Limit! [4:19]
作詞・作曲：影山ヒロノブ、編曲：鈴木マサキ
  - メ～テレ・テレビ朝日系アニメ『バトルスピリッツ 少年激覇ダン』オープニングテーマ
2. Bonds of Friendship [5:56]
作詞・作曲：奥井雅美、編曲：須藤賢一
3. Battle No Limit!（off vocal）
4. Bonds of Friendship（off vocal）